# Cees Loggen
Cees Loggen (Amsterdam, 12 november 1968) is een Nederlandse VVD-politicus en bestuurder. 

## Loopbaan
Loggen ging in 1986 naar de Operationele school van de Koninklijke Marine en hij was er elf jaar werkzaam. Tijdens zijn loopbaan volgde hij diverse opleidingen, waaronder in 1988 marketing (praktijkdiploma), in 2000 praktische bedrijfskunde (ISBW), in 2002 een leergang wethouder en in 2013 een basiskennis crisisbeheersing. Van 1997 tot 2002 en van 2006 tot 2013 had hij leidinggevende functies in het bedrijfsleven.
In 1998 begon Loggen zijn politieke loopbaan in Zaanstad waar hij van 1998 tot 2002 gemeenteraadslid en fractievoorzitter van de VVD was. Hierna was hij er van 2002 tot 2006 wethouder van financiën, sport, stadsbeheer, havens en vaarwegen. In 2007 werd hij verkozen tot de Provinciale Staten van Noord-Holland en was hij er fractievoorzitter van de VVD. Van september 2013 tot de gemeenteraadsverkiezingen van 2014 was hij ook wethouder in Haarlemmermeer.
Van 2015 tot 2023 was Loggen gedeputeerde in Noord-Holland van water, Waddenfonds, grotere wateren, toezicht waterschappen, personeel en organisatie, ICT en Europa. Als deel van de Europa portefeuille was hij tot 2023 lid van het Europees Comité van de Regio's. Voor de Provinciale Statenverkiezingen van 2019 was hij de lijsttrekker voor zijn partij in Noord-Holland. Van oktober 2020 tot 2023 was hij president van de Conference of Peripheral Maritime Regions (CPMR).